# Yelena Obraztsova

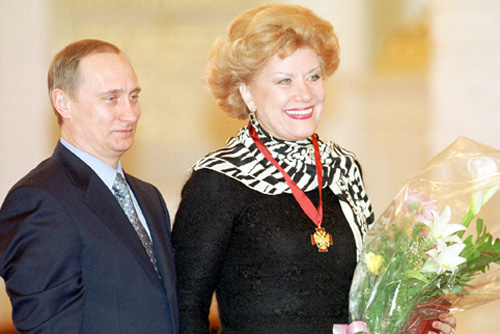
Obraztsova con Vladímir Putin en 2000.

Yelena Vasílievna Obraztsova (en ruso: Еле́на Васи́льевна Образцо́ва; Leningrado, Unión Soviética, 7 de julio de 1939-Leipzig, Alemania, 12 de enero de 2015) fue una mezzosoprano rusa.

## Biografía
Integró el coro de niños del Palacio de Pioneros de Leningrado entre 1948-54 hasta que la familia se trasladó a Rostov y en 1958 fue aceptada en el conservatorio de Leningrado. En 1962 ganó el World Festival of Youth and Students de Helsinki y el Concurso Glinka en Moscú. 
En 1963 debutó en el Teatro Bolshói como Maryna en Borís Godunov debutando en 1964 con la compañía en Milán como Marfa en Jovánschina de Músorgski y María en Guerra y paz de Prokófiev en La Scala.
Filmó Cavalleria Rusticana con Plácido Domingo dirigida por Franco Zeffirelli quien también la dirigió en Carmen en Viena bajo la batuta en Carlos Kleiber.
Cantó en el Metropolitan Opera de Nueva York como Amneris de Aida en 1976, París, Londres, Viena, Múnich, Hamburgo, Salzburgo, Praga, Oslo, Parma, Venecia, Berlín, Barcelona, Nueva York, San Francisco, Tokio y el Teatro Colón de Buenos Aires como Marfa (1982) y Amneris (1989).
En 1973 fue nombrada Artista del pueblo de la Unión Soviética y en 1976 recibió el Premio Lenin.
A su retiro estableció el concurso Elena Obraztsova para jóvenes cantantes.
Se casó con Viacheslav Petróvich Makárov y luego con el director Alguis Martsélovich Ziuraitis (1928-1998). Tenía una hija de su primer matrimonio.

## Discografía de referencia
- Beethoven: Sinfonía n.º 9 / Maazel
- Bizet: Carmen / Kleiber, Domingo (DVD)
- Borodín: El príncipe Ígor / Ermler
- Cilea: Adriana Lecouvreur / Levine
- Donizetti: Anna Bolena / Patanè
- Mascagni: Cavalleria Rusticana / Pretre, Zeffirelli (DVD)
- Massenet: Werther / Chailly
- Músorgski: Borís Godunov / Ermler
- Prokófiev: Aleksandr Nevsky / Abbado
- Saint-Saëns: Samson et Dalila / Barenboim
- Chaikovsky: La dama de picas / Guérguiev, Ópera del Bolshói
- Verdi: Aida / Abbado
- Verdi: Don Carlos / Abbado
- Verdi: Il Trovatore / Karajan
- Verdi: Luisa Miller / Maazel
- Verdi: Rigoletto / Giulini
- Verdi: Nabucco / Muti
- Verdi: Réquiem / Abbado